# Soanià
El soanià és una cultura arqueològica del Paleolític inferior (ca. 500.000 als 125.000 b.p.) de l'Àsia meridional, contemporània a l'axeulià. Se li va donar aquest nom per la Vall del riu Sohan o Soan a Siwalik, Pakistan. Els portadors d'aquesta cultura eren Homo erectus, i es va estendre al nord-oest del subcontinent indi.
La seva tecnologia s'elaborava a base d'ascles molt arrodonides, una ampla distrinució dels bifaços i uns fonadors semblants als de l'Àfrica central.